# Рамадан в Ірані

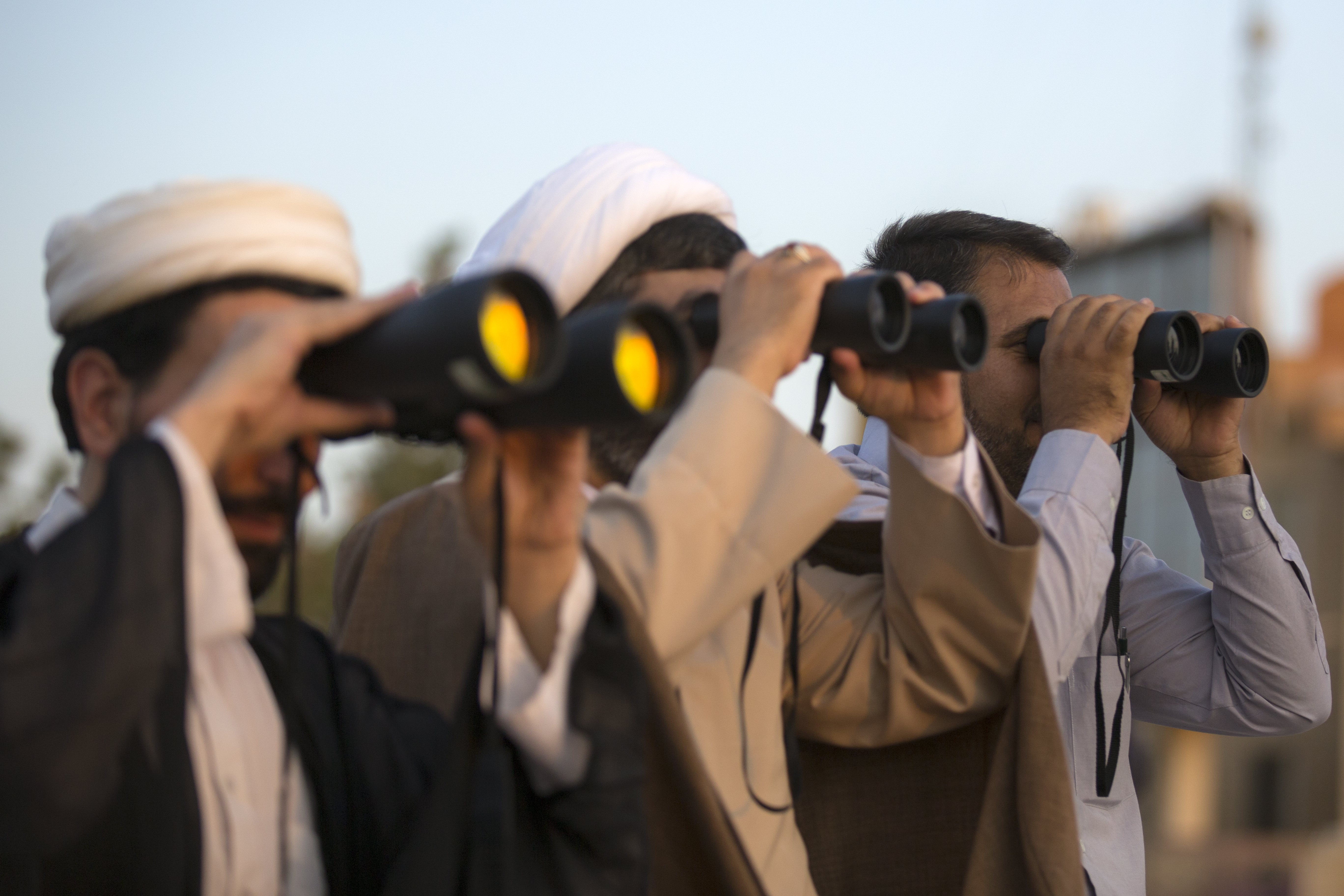
В Ірані вчені та люди спостерігають за появою півмісяця Рамадану 29 числа Шабан.

Священний місяць Рамадан є особливим і важливим часом для іранських мусульман. Цей місяць характеризується релігійним і культурним поклонінням і традиціями, що передаються з покоління в покоління і різняться залежно від регіону.

## Огляд
Протягом місяця Рамадан в Ірані мусульмани дотримуються посту від світанку до заходу, утримуючись від їжі, напоїв і куріння в години посту. Піст — це духовний досвід, який сприяє самодисципліні та близькості до Бога.
Іфтар є важливою їжею під час Рамадану в Ірані. Сухур (передсвітанкова трапеза) готується перед початком денного посту, і люди ретельно обирають страви для сухуру та іфтара. В Ірані молитви таравіх також проводяться в мечетях, де мусульмани збираються разом, щоб виконувати спільну молитву та читати Священний Коран. Ночі в Рамадан наповнені поклонінням, прославленням і благаннями.
Традиції та звичаї відіграють важливу роль у святкуванні Рамадану в Ірані. Протягом цього священного місяця обмінюються привітаннями та поздоровленнями між родиною, друзями та сусідами, дарують подарунки та відвідують один одного.

## Особлива діяльність у Рамадан
Звичаї святкування Рамадану в Ірані дещо відрізняються від деяких інших країн. Магазини та ресторани закриті в години денного посту, а активність на вулицях і в магазинах відновлюється ввечері після закінчення денного посту.

## Іранська кухня в Рамадан

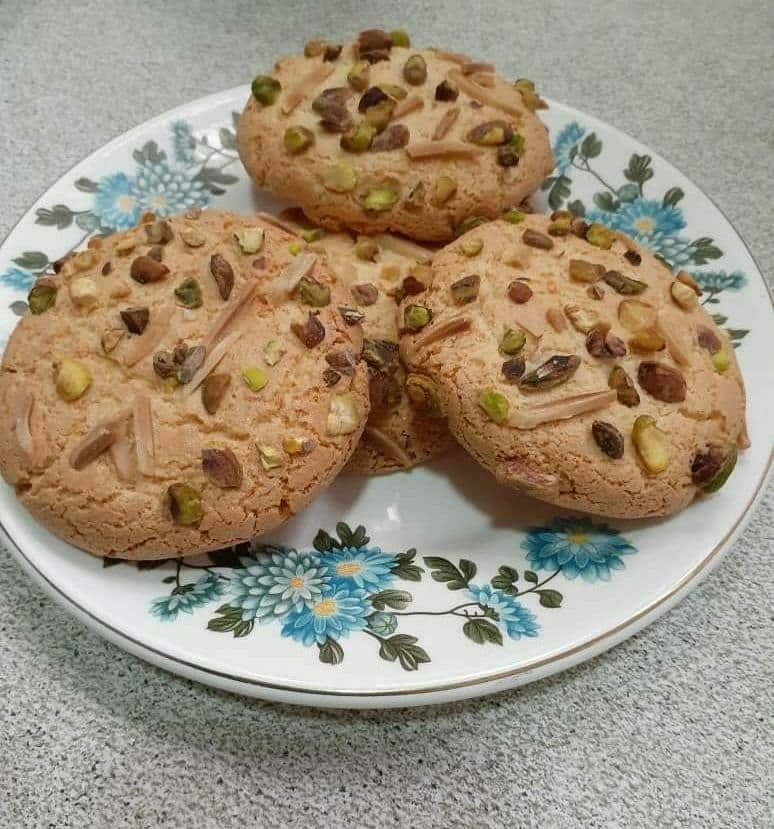
Іранські солодощі.

Іран також відомий тим, що під час Рамадану подають деякі традиційні страви та солодощі. Деякі приклади іранських десертів Рамадану включають ширін поло, страву з рису, підсолоджену шафраном і горіхами, іранську халву, десерт із борошна, цукру, масла та горіхів, джалебі та лукумадес. Після заходу сонця популярним є легкий іфтар, який зазвичай складається з сиру, гарячого хліба та чашки легкого чаю.